# Tjæreborg Skole
Tjæreborg Skole er en kommunal folkeskole beliggende i byen Tjæreborg lidt uden for Esbjerg, og dermed hørende under Esbjerg Kommune. Skolen blev kåret til den bedste kommunale skole i hele Danmark 2008. Der er i skoleåret 2023/2024 indskrevet 505 elever i skolens 23 klasser. 
Skolen råder blandt andet over en hoppepude, et fitnesscenter, motionsbane og en multibane. 
I forbindelse med den organisatoriske omlægning af hele folkeskoleområdet i Esbjerg Kommune blev skolen i august 2015 til en afdeling af storskolen Signaturskolen. Skolens navn ændredes officielt og administrativt til først Signaturskolen Tjæreborg, dernæst pr. 1/7 2017 Tjæreborg Skole Signatur. De gentænkte skolenavne vandt dog aldrig fodfæste, og allerede i 2017 var der politiske vinde der ønskede dem ændret tilbage, deraf det første navnskift hvor ordet skole tilladtes. Den endelige tilbagevenden blev dog først effektueret pr. 1. august 2024.

## Multihallen – Tjæreborg Idræts- og Kulturhus
Skolen kunne i juni 2011  indvie en udvidelse og renovering af den eksisterende hal, multihallen, officielt kaldet Tjæreborg Idræts- og Kulturhus. Udvidelsen havde været et ønske fra byens idrætsforeninger igennem ti år, og var finansieret dels via midler indsamlet i lokalområdet, dels via kommunal støtte. Hallen er halvanden gang større end den hidtidige, og rummer blandt andet café og motionscenter.
55°27′51.91″N 8°34′55.93″Ø / 55.4644194°N 8.5822028°Ø